# Frank Carrodus
Frank Carrodus (Cheshire, 31 maggio 1949) è un ex calciatore inglese, di ruolo centrocampista.

## Caratteristiche tecniche
Giocava come ala.

## Palmarès

### Club

#### Competizioni nazionali
- Coppa di Lega inglese: 4

Manchester City: 1969-1970, 1975-1976
Aston Villa: 1974-1975, 1976-1977
- Community Shield: 1

Manchester City: 1972

#### Competizioni internazionali
- Coppa delle Coppe: 1

Manchester City: 1969-1970